# Manic World Tour
Manic World Tour fue la gira de conciertos de la cantante estadounidense Halsey, con el fin de promocionar su tercer álbum de estudio, Manic (2020). Por ahora, la gira está programada para comenzar en Madrid, España el 6 de febrero de 2020, y finalizará en Irvine, Estados Unidos, el 31 de julio de 2021.
El 22 de enero de 2021, Halsey anunció que el resto de la gira se canceló debido a la continua incertidumbre sobre la pandemia, días antes de que anunciara que estaba embarazada de su primer hijo.

## Antecedentes
La gira fue anunciada oficialmente a través del sitio oficial para la promoción de Manic. Halsey por su parte, anunció las fechas en sus redes sociales el 23 de septiembre de 2019.
En esta primera etapa de la gira el encargado de abrir los conciertos sería Pale Waves
El 8 de enero de 2020, Halsey anuncia la etapa Norteamericana de la gira, la cual consistiría en 27 fechas entre los meses de junio y agosto. Esta parte de la gira tendría como teloneros a CHVRCHES, Omar Apollo, Blackbear y PVRIS. Sin embargo, debido a la pandemia de COVID-19, las fechas fueron reprogramadas para 2021.
El 14 de enero de 2020, Halsey anuncia dos fechas en Asia, específicamente en Tokio y Seúl y los teloneros para los shows sería Chanmina y The Rose respectivamente. 

## Fechas
| Fecha                 | Ciudad           | País           | Recinto                                | Telonero/s           |
| --------------------- | ---------------- | -------------- | -------------------------------------- | -------------------- |
| Europa                |                  |                |                                        |                      |
| 6 de febrero de 2020  | Madrid           | España         | WiZink Center                          | Pale Waves           |
| 7 de febrero de 2020  | Barcelona        | España         | Sant Jordi Club                        | Pale Waves           |
| 9 de febrero de 2020  | Frankfurt        | Alemania       | Jahrhunderthalle                       | Pale Waves           |
| 13 de febrero de 2020 | Milán            | Italia         | Mediolanum Forum                       | Pale Waves           |
| 15 de febrero de 2020 | Ámsterdam        | Países Bajos   | Ziggo Dome                             | Pale Waves           |
| 17 de febrero de 2020 | París            | Francia        | Dôme de París                          | Pale Waves           |
| 21 de febrero de 2020 | Oslo             | Noruega        | Oslo Spektrum                          | Pale Waves           |
| 22 de febrero de 2020 | Copenhague       | Dinamarca      | Royal Arena                            | Pale Waves           |
| 24 de febrero de 2020 | Estocolmo        | Suecia         | Annexet                                | Pale Waves           |
| 26 de febrero de 2020 | Helsinki         | Finlandia      | Helsinki Ice Hall                      | Pale Waves           |
| 28 de febrero de 2020 | Berlín           | Alemania       | Verti Music Hall                       | Pale Waves           |
| 29 de febrero de 2020 | Múnich           | Alemania       | Zenith                                 | Pale Waves           |
| 2 de marzo de 2020    | Zürich           | Suiza          | Samsung Hall                           | Pale Waves           |
| 4 de marzo de 2020    | Esch-sur-Alzette | Luxemburgo     | Rockhal                                | Pale Waves           |
| 5 de marzo de 2020    | Amberes          | Bélgica        | Lotto Arena                            | Pale Waves           |
| 7 de marzo de 2020    | Glasgow          | Reino Unido    | The SSE Hydro                          | Pale Waves           |
| 8 de marzo de 2020    | Londres          | Reino Unido    | The O2 Arena                           | Pale Waves           |
| 10 de marzo de 2020   | Dublín           | Irlanda        | 3Arena                                 | Pale Waves           |
| 12 de marzo de 2020   | Mánchester       | Reino Unido    | Manchester Arena                       | Pale Waves           |
| Asia                  |                  |                |                                        |                      |
| 7 de mayo de 2020     | Tokio            | Japón          | Tokyo Garden Theater                   | Chanmina             |
| 9 de mayo de 2020     | Seúl             | Corea del Sur  | Olympic Park                           | The Rose             |
| Norteamérica          |                  |                |                                        |                      |
| 1 de junio de 2021    | Seattle          | Estados Unidos | White River Amphitheatre               | CHVRCHES Omar Apollo |
| 3 de junio de 2021    | Portland         | Estados Unidos | Sunlight Supply Amphitheater           | CHVRCHES Omar Apollo |
| 5 de junio de 2021    | Mountain View    | Estados Unidos | Shoreline Amphitheatre                 | CHVRCHES Omar Apollo |
| 9 de junio de 2021    | Los Ángeles      | Estados Unidos | Hollywood Bowl                         | CHVRCHES Omar Apollo |
| 10 de junio de 2021   | Sacramento       | Estados Unidos | Golden 1 Center                        | CHVRCHES Omar Apollo |
| 12 de junio de 2021   | Phoenix          | Estados Unidos | Ak-Chin Pavilion                       | CHVRCHES Omar Apollo |
| 15 de junio de 2021   | Dallas           | Estados Unidos | Dos Equis Pavilion                     | CHVRCHES Omar Apollo |
| 16 de junio de 2021   | Houston          | Estados Unidos | The Cynthia Woods Mitchell Pavilion    | CHVRCHES Omar Apollo |
| 18 de junio de 2021   | Atlanta          | Estados Unidos | Cellairis Amphitheatre en Lakewood     | CHVRCHES Omar Apollo |
| 19 de junio de 2021   | Charlotte        | Estados Unidos | PNC Music Pavilion                     | CHVRCHES Omar Apollo |
| 23 de junio de 2021   | Cleveland        | Estados Unidos | Blossom Music Center                   | CHVRCHES Omar Apollo |
| 25 de junio de 2021   | Detroit          | Estados Unidos | DTE Energy Music Theatre               | CHVRCHES Omar Apollo |
| 26 de junio de 2021   | Chicago          | Estados Unidos | Hollywood Casino Amphitheatre          | CHVRCHES Omar Apollo |
| 29 de junio de 2021   | Saint Paul       | Estados Unidos | Xcel Energy Center                     | CHVRCHES Omar Apollo |
| 1 de julio de 2021    | Kansas City      | Estados Unidos | Sprint Center                          | CHVRCHES Omar Apollo |
| 3 de julio de 2021    | Milwaukee        | Estados Unidos | American Family Insurance Amphitheater | CHVRCHES Omar Apollo |
| 7 de julio de 2021    | Toronto          | Canadá         | Budweiser Stage                        | CHVRCHES Omar Apollo |
| 11 de julio de 2021   | Holmdel          | Estados Unidos | PNC Bank Arts Center                   |                      |
| 13 de julio de 2021   | Columbia         | Estados Unidos | Merriweather Post Pavilion             |                      |
| 14 de julio de 2021   | Boston           | Estados Unidos | The Xfinity Center                     |                      |
| 16 de julio de 2021   | Nueva York       | Estados Unidos | Forest Hills Stadium                   |                      |
| 17 de julio de 2021   | Nueva York       | Estados Unidos | Forest Hills Stadium                   |                      |
| 20 de julio de 2021   | Nashville        | Estados Unidos | Bridgestone Arena                      |                      |
| 22 de julio de 2021   | Tampa            | Estados Unidos | MIDFLORIDA Credit Union Amphitheatre   |                      |
| 24 de julio de 2021   | Saint Louis      | Estados Unidos | Hollywood Casino Amphitheatre          |                      |
| 26 de julio de 2021   | Denver           | Estados Unidos | Red Rocks Park                         |                      |
| 27 de julio de 2021   | Denver           | Estados Unidos | Red Rocks Park                         |                      |
| 29 de julio de 2021   | Salt Lake City   | Estados Unidos | USANA Amphitheatre                     |                      |
| 31 de julio de 2021   | Irvine           | Estados Unidos | FivePoint Amphitheatre                 |                      |

### Conciertos cancelados, Reprogramados o Incompletos
| Fecha               | Ciudad         | País           | Recinto                                | Motivo                                           |
| ------------------- | -------------- | -------------- | -------------------------------------- | ------------------------------------------------ |
| Norteamérica        |                |                |                                        |                                                  |
| 2 de junio de 2020  | Seattle        | Estados Unidos | White River Amphitheatre               | Reprogramados para 2021 por pandemia de COVID-19 |
| 4 de junio de 2020  | Portland       | Estados Unidos | Sunlight Supply Amphitheater           | Reprogramados para 2021 por pandemia de COVID-19 |
| 6 de junio de 2020  | Mountain View  | Estados Unidos | Shoreline Amphitheatre                 | Reprogramados para 2021 por pandemia de COVID-19 |
| 7 de junio de 2020  | Sacramento     | Estados Unidos | Golden 1 Center                        | Reprogramados para 2021 por pandemia de COVID-19 |
| 10 de junio de 2020 | Los Ángeles    | Estados Unidos | Hollywood Bowl                         | Reprogramados para 2021 por pandemia de COVID-19 |
| 13 de junio de 2020 | Phoenix        | Estados Unidos | Ak-Chin Pavilion                       | Reprogramados para 2021 por pandemia de COVID-19 |
| 15 de junio de 2020 | Dallas         | Estados Unidos | Dos Equis Pavilion                     | Reprogramados para 2021 por pandemia de COVID-19 |
| 16 de junio de 2020 | Houston        | Estados Unidos | The Cynthia Woods Mitchell Pavilion    | Reprogramados para 2021 por pandemia de COVID-19 |
| 18 de junio de 2020 | Charlotte      | Estados Unidos | PNC Music Pavilion                     | Reprogramados para 2021 por pandemia de COVID-19 |
| 19 de junio de 2020 | Dover          | Estados Unidos | Dover International Speedway           | Reprogramados para 2021 por pandemia de COVID-19 |
| 21 de junio de 2020 | Cleveland      | Estados Unidos | Blossom Music Center                   | Reprogramados para 2021 por pandemia de COVID-19 |
| 24 de junio de 2020 | Atlanta        | Estados Unidos | Cellairis Amphitheatre at Lakewood     | Reprogramados para 2021 por pandemia de COVID-19 |
| 26 de junio de 2020 | Detroit        | Estados Unidos | DTE Energy Music Theatre               | Reprogramados para 2021 por pandemia de COVID-19 |
| 27 de junio de 2020 | Chicago        | Estados Unidos | Hollywood Casino Amphitheatre          | Reprogramados para 2021 por pandemia de COVID-19 |
| 30 de junio de 2020 | Saint Paul     | Estados Unidos | Xcel Energy Center                     | Reprogramados para 2021 por pandemia de COVID-19 |
| 1 de julio de 2020  | Kansas City    | Estados Unidos | Sprint Center                          | Reprogramados para 2021 por pandemia de COVID-19 |
| 3 de julio de 2020  | Milwaukee      | Estados Unidos | American Family Insurance Amphitheater | Reprogramados para 2021 por pandemia de COVID-19 |
| 5 de julio de 2020  | Boston         | Estados Unidos | The Xfinity Center                     | Reprogramados para 2021 por pandemia de COVID-19 |
| 10 de julio de 2020 | Quebec         | Canadá         | FEQ Stage                              | Reprogramados para 2021 por pandemia de COVID-19 |
| 12 de julio de 2020 | Toronto        | Canadá         | Budweiser Stage                        | Reprogramados para 2021 por pandemia de COVID-19 |
| 15 de julio de 2020 | Nueva York     | Estados Unidos | Forest Hills Stadium                   | Reprogramados para 2021 por pandemia de COVID-19 |
| 16 de julio de 2020 | Nueva York     | Estados Unidos | Forest Hills Stadium                   | Reprogramados para 2021 por pandemia de COVID-19 |
| 18 de julio de 2020 | Holmdel        | Estados Unidos | PNC Bank Arts Center                   | Reprogramados para 2021 por pandemia de COVID-19 |
| 19 de julio de 2020 | Columbia       | Estados Unidos | Merriweather Post Pavilion             | Reprogramados para 2021 por pandemia de COVID-19 |
| 22 de julio de 2020 | Tampa          | Estados Unidos | MIDFLORIDA Credit Union Amphitheatre   | Reprogramados para 2021 por pandemia de COVID-19 |
| 24 de julio de 2020 | Nashville      | Estados Unidos | Bridgestone Arena                      | Reprogramados para 2021 por pandemia de COVID-19 |
| 25 de julio de 2020 | Saint Louis    | Estados Unidos | Hollywood Casino Amphitheatre          | Reprogramados para 2021 por pandemia de COVID-19 |
| 27 de julio de 2020 | Denver         | Estados Unidos | Red Rocks Park                         | Reprogramados para 2021 por pandemia de COVID-19 |
| 28 de julio de 2020 | Denver         | Estados Unidos | Red Rocks Park                         | Reprogramados para 2021 por pandemia de COVID-19 |
| 30 de julio de 2020 | Salt Lake City | Estados Unidos | USANA Amphitheatre                     | Reprogramados para 2021 por pandemia de COVID-19 |
| 1 de agosto de 2020 | Irvine         | Estados Unidos | FivePoint Amphitheatre                 | Reprogramados para 2021 por pandemia de COVID-19 |